# Less Talk, More Rock
Less Talk, More Rock is het tweede studioalbum van de Canadese punkband Propagandhi. Het is tevens het laatste album waar bassist John K. Samson, die na de uitgave van het album de band verliet om in The Weakerthans te gaan spelen. Het album werd uitgegeven op 23 april 1996 door Fat Wreck Chords en werd op verschillende dragers uitgegeven; vinyl en cd. Het werd door hetzelfde label heruitgegeven op 3 januari 2010.
De titel van het album is ironisch bedoeld, aangezien de bandleden vaak lange toespraken en verklaringen gaven tijdens live optredens.

## Nummers
1. "Apparently, I'm a "P.C. Fascist" (Because I Care About Both Human and Non-Human Animals)" - 1:47
2. "Nailing Descartes to the Wall/(Liquid) Meat is Still Murder" - 1:04
3. "Less Talk, More Rock" - 1:37
4. "Anchorless" - 1:39
5. "Rio De San Atlanta, Manitoba" - 0:39
6. "A Public Dis-Service Announcement from Shell" - 1:25
7. "...And We Thought Nation States Were a Bad Idea" - 2:24
8. "I Was a Pre-Teen McCarthyist" - 2:32
9. "Resisting Tyrannical Government" - 2:15
10. "Gifts" - 2:03
11. "The Only Good Fascist is a Very Dead Fascist" - 1:10
12. "A People's History of the World" - 2:21
13. "The State-Lottery" - 2:13
14. "Refusing to Be a Man" - 2:40

## Band
- Chris Hannah - gitaar, zang
- Jord Samolesky - drums, achtergrondzang
- John K. Samson - basgitaar, zang